# Margarete Federmann
Sophie Margarete Federmann (* 22. August 1882 in Fischhausen; † 22. Februar 1965 in Ratzeburg) war eine deutsche Malerin.

## Leben und Werke
Margarete Federmann war die Tochter eines Postbeamten und wuchs in Bartenstein und Königsberg auf. Sie hatte einen älteren Bruder, Arnold Federmann.  Ihre Mutter, Tochter eines Gerbereibesitzers, starb früh. Während ihrer Kindheit wurde der Vater nach Königsberg versetzt, wo sie das Lyzeum besuchte. Als sie den Wunsch äußerte, Künstlerin zu werden, verhielt sich der Vater ablehnend; ihm schwebte eine Laufbahn als Beamtin für seine Tochter vor. Nachdem diese sich mehrere Tage lang in ihrem Zimmer eingeschlossen hatte und in den Hungerstreik getreten war und nebenbei den gesamten Kachelofen in diesem Zimmer bemalt hatte, änderte er seine Meinung.
Sie begann ihr Kunststudium in Berlin bei Leo von König und wechselte später zu Heinrich Heidner nach München. Studienreisen führten sie nach Frankreich und Italien, ehe sie sich in Berlin niederließ. Auch Russland, Schweden und Ungarn bereiste die Künstlerin. In den 1920er-Jahren verbrachte sie die Sommermonate oft in Nidden. Sie stellte bei der Berliner Sezession und im Glaspalast in München aus, außerdem waren ihre Gemälde bei den jährlichen Ausstellungen des Königsberger Kunstvereins in der Kunsthalle beim Wrangelturm zu sehen.
Federmann malte Porträts und Landschaftsbilder, Blumenstücke und Bilder religiösen Inhalts. In der Reichskammer der bildenden Künste wurde eine Personenakte zu Margarete Federmann geführt. 1909 gab Hertha Federmann in Königsberg ein Buch mit dem Titel Der Schatzbehalter. Ein Brevier zeitgenössischer Lyrik heraus. Die Titelzeichnung stammte von Margarete Federmann.
1944 wurde ihr Atelier in Berlin-Charlottenburg bei einem Bombardement zerstört, und 1945 verließ sie auf der Flucht vor der Roten Armee nur mit einigen Aquarellbildern die Hauptstadt. Diverse Gemälde wurden bei Freunden in der Garage einer Vorstadtvilla eingelagert. Seit diesen Ereignissen sind viele ihrer Bilder vernichtet oder gelten als verschollen.  Sie lebte dann in Schwerin und nahm dort 1945 mit dem Ölgemälde „Glockenblumen und Rittersporn“ an der „Jahresschau 1945 der Kunstschaffenden aus Mecklenburg-Vorpommern“ teil. 1949 folgte sie ihrer Schwester, die an Leberkrebs erkrankt war, nach Labenz bei Ratzeburg.
Margarete Federmann lebte im Alter in Schleswig-Holstein. Sie wurde auf dem St. Georgsberger Friedhof in Ratzeburg bestattet.